# Affaire du Coral
L’affaire du Coral, dite également affaire du lieu de vie, est une affaire d'abus sexuels sur mineurs ayant éclaté en France en 1982. Très médiatisée à l'époque, l'affaire se signale par la mise en cause de plusieurs personnalités publiques, laquelle donne lieu à un certain soupçon de manipulation d'origine politique ou policière.

## Déroulement
Fondé par le psychiatre Jean-François Reverzy, Le Coral était un « lieu de vie » éducatif installé dans une ancienne exploitation agricole à Aimargues, dans le Gard, à 30 km de Nîmes. Dans les années postérieures à Mai 68 se développent en France, à l'initiative d'éducateurs ou d'enseignants anti-conformistes, des lieux de vie visant à appliquer des pratiques éducatives alternatives ; certains accueillent des personnes inadaptées, suivant les principes de l'antipsychiatrie.
Dans ce contexte, le Coral est fondé au milieu des années 1970 par Claude et Marie Sigala, ainsi que Gilbert Mignacca. Fonctionnant en autogestion et dirigé par l'éducateur Claude Sigala et son épouse Marie, le Coral accueille des personnes en difficulté (enfants, adolescents, adultes, personnes autistes ou souffrant d'un retard mental léger, psychotiques, cas sociaux, pré-délinquants). Les enfants sont confiés au Coral par la DDASS ou par diverses structures s'occupant d'enfants. La vie au Coral pendant ses premières années d'existence est relatée dans un livre de Claude Sigala paru en 1980. Le lieu de vie fait partie, avec d'autres centres, du réseau Collectif Réseau Alternative.
En juillet 1977, Marc, un jeune pensionnaire de dix ans, a été découvert sans vie, la tête immergée dans un seau rempli d'eau de Javel. Une expertise médicale a déterminé qu'il avait été sodomisé, il présentait également des vertèbres cervicales cassées. Malgré les soupçons désignant Jean-Pierre Lannez, l'affaire est classée sans suite.
À la fin 1981, Jean-Claude Krief, un homme de 21 ans, découvre les coordonnées du Coral dans la revue Possible, organe de liaison et d'information de la mouvance des lieux de vie, et demande à faire un stage d'éducation sur place. Il séjourne quelques semaines au Coral entre Noël 1981 et février 1982.

### Première plainte
À l'automne 1982, des enfants venus du Coral sont recueillis par une voisine et parlent de pratiques pédophiles. Une plainte est déposée à la gendarmerie par des parents dont les enfants ont séjourné au Coral. Les gendarmes visitent le centre le 13 octobre 1982. Le juge d'instruction chargé de l'enquête, Michel Salzmann, inculpe tout d'abord Claude Sigala, le médecin psychiatre du Coral, Alain Chiapello et un éducateur, Jean-Noël Bardy.

### Accusations de Jean-Claude Krief
Dans le même temps, Jean-Claude Krief se présente au commissariat de police de La Villette, à Paris, où il témoigne qu'ayant pris attache avec des pédophiles, il est remonté à un réseau tournant autour du Coral. En délicatesse avec la justice pour une affaire d'escroquerie et de falsification de chèques, dans laquelle il a manqué aux obligations de son contrôle judiciaire, il est arrêté quelques jours plus tard. Il dit alors posséder des éléments sur l'affaire du Coral, dont les médias se sont emparés : selon lui, la pédophilie serait largement pratiquée au Coral, et le centre accueillerait également des pervers venus de divers horizons, qui viendraient y abuser des mineurs hébergés. Krief accuse Claude Sigala et deux autres éducateurs de pratiques sexuelles sur des mineurs séjournant au Coral. Selon ses dénonciations, un trafic de photos pédopornographiques transiterait par le Coral, ou y serait organisé. La rumeur parle bientôt d'abus sexuels commis, en particulier, sur des mineurs trisomiques.
Six jours plus tard, à la suite des dénonciations de Krief, le philosophe René Schérer, professeur à l'université Paris-VIII, est mis sous contrôle judiciaire pour  puis innocenté lors de la confrontation.
Gérard Durand, professeur de musique, et un autre homme, jeune écrivain, sont également inculpés d'attentat à la pudeur à la suite des dénonciations de Krief. Le deuxième a reçu un chèque sans provision de Krief pour son livre et il bénéficiera par la suite d'un non-lieu. L'écrivain Gabriel Matzneff est lui aussi mis en cause, mais pas inculpé.
Gaston Defferre, alors ministre de l'Intérieur, déclare, dès le début de l'instruction, accorder foi à la version selon laquelle « des enfants ont été mêlés à des affaires de mœurs ». Un important lot de photos représentant des enfants est saisi chez le directeur de Possible, ami de Claude Sigala.
L'affaire, complexe et parfois confuse, attire l'attention des médias français et suscite une campagne de presse. Des parents d'enfants présents au Coral soutiennent Sigala et son équipe, et participent à des comités de soutien. Claude Sigala est finalement inculpé pour relations sexuelles avec une adolescente, qui l'accuse avant de se rétracter.
Jean-Claude Krief transmet aux policiers une liste de personnalités, politiques ou intellectuelles dont il prétend qu'elles sont liées à l'affaire du Coral. Jack Lang, alors ministre de la Culture, fait partie des personnes citées, de même que le magistrat Jean-Pierre Rosenczveig, conseiller au cabinet de la secrétaire d'État à la famille Georgina Dufoix,,. Jean-Pierre Rosenczveig, connaissance de Claude Sigala, avait, peu de temps auparavant, préparé à l'attention de Georgina Dufoix un dossier proposant la reconnaissance officielle par les DDASS du Coral et des autres lieux de vie du même type.

### Premiers doutes relatifs aux accusations
Jean-Claude Krief déclare par la suite que son frère Michel avait eu l'idée de se livrer à une opération de chantage à l'égard de Jack Lang « pour se faire un peu de fric ». La tentative ne repose que sur le fait que l'un des futurs inculpés du dossier connaît Lang. À l'époque, Michel Krief, fondateur d'un groupe d'extrême gauche appelé « Les Apaches marginalisés », était depuis cinq ans informateur des RG sur ce milieu politique. Il déclare à Bernard Stanek, son officier traitant, être en possession de photos compromettantes mettant en scène diverses personnalités. Alors qu'il se rend à un rendez-vous avec le directeur de cabinet de Jack Lang, Michel Krief est arrêté pour tentative de chantage à l'égard du ministre. Jean-Claude Krief, libéré, tente quant à lui de vendre aux journaux un procès-verbal de police — en fait un faux grossier — accusant Jack Lang. Des photos représentant un homme en train d'abuser sexuellement d'un enfant circulent ; certains croient y reconnaître Jean-Pierre Rosenczveig et des reproductions des images sont transmises à Paul Barril, capitaine du Groupe d'intervention de la Gendarmerie nationale (GIGN), par l'officier traitant de Michel Krief. Aucun des deux officiers ne dispose des originaux des clichés. Les auteurs du livre Sexus Politicus suggèrent qu'il pouvait s'agir de montages et soulignent par ailleurs que l'on ignore quelle a été la part, chez les frères Krief, de la manipulation et de la mythomanie. Georgina Dufoix prend connaissance des images à la demande du secrétaire général de l'Élysée Jean-Louis Bianco et déclare formellement ne pas y reconnaître son conseiller.
Des documents falsifiés circulent, mettant en cause des personnalités comme Michel Foucault, Félix Guattari, voire le Premier ministre en exercice Pierre Mauroy. Claude Sigala dénonce pour sa part Krief comme un mythomane, lui-même pédophile, s'étant fait frauduleusement passer pour un animateur du Coral ; il évoque par ailleurs la possibilité d'un complot politique, pouvant viser le « mode de vie libertaire et autogestionnaire » du Coral. L'un des accusés, Jean-Noël Bardy, reconnaît, quant à lui, avoir eu une « relation amoureuse » avec un pensionnaire du Coral, et des « activités sexuelles », précisant que « cette liberté sexuelle faisait partie d’une thérapeutique nouvelle ». L'enquête révèle qu'un jeune homme, arrêté en 1977 pour le viol et le meurtre d'un pensionnaire du Coral, est revenu vivre, après un séjour en hôpital psychiatrique, sur les lieux de son crime avec l'accord « imprudent » de Claude Sigala. Le 29 octobre 1982, Jean-Claude Krief se rétracte et parle de manipulation politique ; son avocat, Jacques Vergès, déclare que son client a subi des pressions visant à discréditer certains membres du gouvernement. L'année suivante, les auteurs du livre Dossier P... comme police évoquent la possibilité d'un complot monté par certains membres des RG pour déstabiliser Jack Lang.

### Enquêtes et procès
Les enquêtes de police montrent finalement que les personnalités publiques accusées étaient innocentes. Jean-Claude Krief rétracte une partie de ses accusations en novembre 1982. Michel Krief est retrouvé mort ; l'enquête conclut à un suicide, mais son décès engendre de nouvelles rumeurs.
Au procès correctionnel de janvier 1986, aucune personnalité politique ou intellectuelle n'est citée à comparaître. Les condamnations de plusieurs membres de la communauté sont de trois ans de prison avec un ou deux ans de sursis. Claude Sigala est condamné à trois ans de prison, dont un avec sursis pour « attentats à la pudeur sans violence sur mineurs de moins de 15 ans ». Son épouse et le médecin psychiatre Alain Chiapello sont relaxés. Trois autres éducateurs du Coral font l'objet de condamnations à trois ans de prison, dont un avec sursis. Un autre animateur est condamné à dix-huit mois de prison ferme. Au total, sept des dix inculpés sont condamnés,.
En 1987, le procès en appel augmente la durée des sursis, la détention de certains condamnés étant couverte par les mois passés en prison durant la période de détention préventive. Claude Sigala écope d'une peine de trente mois d'emprisonnement avec sursis.
De son côté, Jean-Claude Krief est condamné pour l'affaire du faux procès-verbal.

### Ultérieurement à l'affaire
En 1995, à l'occasion du départ de François Mitterrand, le responsable de la cellule de l'Élysée, Christian Prouteau, entrepose des archives qui seront découvertes deux ans plus tard par les services de contre-espionnage, et dont certaines, transmises à Prouteau par Paul Barril, concernent l'affaire du Coral. Des années plus tard, l'un des clichés sur lesquels certains prétendaient avoir reconnu Jean-Pierre Rosenczveig se retrouve sur un CD-ROM découvert à Zandvoort par Marcel Vervloesem, dans le cadre d'une affaire qui contribue à alimenter les rumeurs sur l'existence de réseaux pédophiles.

## Conséquences
À la suite de ce scandale, le Coral doit renoncer à une partie de son fonctionnement relevant de l'antipsychiatrie. En 1992, il accepte un fonctionnement plus conforme aux souhaits de l'administration publique.
Le modèle des lieux de vie a depuis été réhabilité et intégré à l’action médico-sociale par la loi du 2 janvier 2002, laquelle ne manque pas de susciter une certaine polémique.
Selon l'historienne et criminologue Anne-Claude Ambroise-Rendu, l'affaire du Coral a surtout contribué à attirer l'attention sur le fonctionnement des lieux de vie, et à remettre en question « l'innovation psychiatrique » des années 1970.
Le lieu de vie est ensuite dirigé par Anne Warnery. En 2012, il est remplacé par Les Jardins de Marie.

### Filmographie
- Visiblement je vous aime (1995, soit 13 ans après l'affaire), film de Jean-Michel Carré (accompagné d'un documentaire de 1998 : Beaucoup, passionnément, à la folie), tourné au Coral, avec la participation des pensionnaires, et de Denis Lavant dans le rôle principal.